# Zygfryd Sznek
Zygfryd Sznek, ps. „Marcin”, „Janek”, „Johann (Hans) Giller” (ur. 16 listopada 1909 we Lwowie, zm. 18 maja 1989 w Warszawie) – działacz komunistyczny i polityk w okresie II RP i PRL.

## Życiorys
Urodził się 16 listopada 1909 we Lwowie jako syn Benjamina i Cyli. Od 1924 do 1928 należał do Ha-Szomer Ha-Cair. Został absolwentem studiów prawa na Wydziale Prawa Uniwersytetu Jana Kazimierza we Lwowie, a od 1933 studiował na Wydziale Inżynieryjnym Politechniki Lwowskiej. Był członkiem Komunistycznego Związku Młodzieży Polski, od 1935 delegowany z KZM do akcji „Polskim Związku Myśli Wolnej”. Był członkiem Komunistycznej Partii Zachodniej Ukrainy od maja 1935 do 1938, w tym zasiadał w składzie Okręgowego Komitetu KPZU we Lwowie od stycznia 1938, w którym od listopada 1937 był sekretarzem, zaś od stycznia 1938 pełnił funkcję pomocnik okręgowca w okręgu drohobyckim. W okresie lwowskim 1935–1938 działał pod pseudonimem „Marcin”, a w 1938 w Drohobyczu pod pseudonimem „Janek”. Po rozwiązaniu KPZU był na emigracji w czeskiej Pradze od sierpnia 1938 do września 1939. W 1939 funkcjonował jako Johann (Hans) Giller w województwie katowickim.
Po wybuchu II wojny światowej podjął przerwane studia na Politechnice Lwowskiej (1939–1941). Od 1941 do 1944 był studentem oraz pracownikiem umysłowym w Instytucie Irygacji i Mechanizacji Gospodarki Wiejskiej w Taszkencie. Uzyskał tytuł inżyniera hydrotechnika.
Pełnił funkcję przewodniczącego Zarządu Miejskiego Związku Patriotów Polskich w Taszkencie od 1 czerwca 1944. Wstąpił do Polskiej Partii Robotniczej 16 sierpnia 1944. Po powrocie na ziemie polskie był dyrektorem Departamencie w Resorcie, następnie Ministerstwie Administracji Publicznej od listopada 1944 do 1949. Tamże pełnił funkcję I sekretarza koła PPR (w Resorcie AP od listopada do 31 grudnia 1944, w Ministerstwie AP od 31 grudnia 1944 do marca 1946). Następnie był sekretarzem Komitetu Zakładowego PPR przy MAP od marca 1946 do grudnia 1948, zaś po utworzeniu Polskiej Zjednoczonej Partii Robotnicza był sekretarzem KZ PZPR przy MAP od grudnia 1948 do 1949. Od 1950 do 1953 sprawował stanowisko kierownika katedry w Dwuletniej Szkole Partyjna przy KC PZPR. Do 1952 pełnił stanowisko zastępcy szefa Kancelarii Rady Państwa. Uchwałą Rady Państwa z 25 sierpnia 1952 jako działacz Związku Zawodowego Pracowników Państwowych został powołany na członka Państwowej Komisji Wyborczej. Później był zastępcą szefa Urzędu Rady Ministrów od 17 grudnia 1953 do grudnia 1954 oraz podsekretarzem stanu (wiceministrem) w Ministerstwie Spraw Wewnętrznych od 15 grudnia 1954 do 26 kwietnia 1968. Od 30 kwietnia 1968 przebywał na rencie.
Zmarł 18 maja 1989. Został pochowany na Cmentarzu Wojskowym na Powązkach w Warszawie (kwatera A16-4-1).

## Publikacje
- Polska Ludowa (1951)[8]
- Zadania rad narodowych w walce o szybsze podniesienie stopy życiowej mas pracujących (1954)[9]

## Odznaczenia i ordery
- Krzyż Komandorski Orderu Odrodzenia Polski (1952)[10]
- Złoty Znak Związku Ochotniczych Straży Pożarnych (1965)[11]